# Mark Naundorf
Koordinaten: 51° 44′ 13″ N, 12° 33′ 18″ O
Die Mark Naundorf ist ein Naturschutzgebiet in der Stadt Kemberg im Landkreis Wittenberg in Sachsen-Anhalt.
Das Naturschutzgebiet mit dem Kennzeichen NSG 0098 ist 46,98 Hektar groß. Im Nordosten, Osten und Süden grenzt es an das Landschaftsschutzgebiet „Dübener Heide“. Das Gebiet steht seit dem 1. Mai 1961 unter Schutz (Datum der Verordnung: 30. März 1961). Zuständige untere Naturschutzbehörde ist der Landkreis Wittenberg.
Das Naturschutzgebiet liegt östlich von Gräfenhainichen und südwestlich von Kemberg im Naturpark Dübener Heide. Es stellt einen artenreichen Waldlabkraut-Traubeneichen-Hainbuchenwald in der Dübener Heide unter Schutz. Der im Bereich der Schmiedeberger Stauchendmoräne stockende Laubwald ist großflächig von Kiefernforsten umgeben. Im Übergang zu diesen wird die Traubeneiche vermehrt von der Stieleiche abgelöst. Auf einer steilen Kuppe im Westen des Gebietes stocken Hängebirken und Kiefern sowie Hainbuche.
Während die Strauchschicht im Waldgebiet nur schwach ausgebildet ist, siedeln in der Krautschicht Einblütiges Perlgras, Waldzwenke, Nestwurz, Waldmeister und stellenweise Himbeere. Im mittleren und nördlichen Teil stocken vermehrt Rotbuchen. Hier sind in der Krautschicht Adler- und Frauenfarn, Heidelbeere und Sauerklee zu finden. Weiterhin siedeln im Naturschutzgebiet Suppenwurz, Süße Wolfsmilch, Geflecktes Lungenkraut, Sanikel, Leberblümchen und Gelbes Windröschen sowie zahlreiche Großpilzarten. Entlang eines Bachs und quelligen Bereichen im Osten des Naturschutzgebietes siedeln Winkelseggenbestände und Alpenhexenkraut. Der Bach wird von Schwarzerle, Gemeiner Esche und Hängebirke begleitet.
Das Naturschutzgebiet ist Lebensraum von Ringeltaube, Hohltaube, Turteltaube, Waldschnepfe, Kolkrabe, Grün-, Grau-, Schwarz- und Buntspecht, Kleiber, Waldbaumläufer und Gartenbaumläufer.